# کینگستون، انتاریو

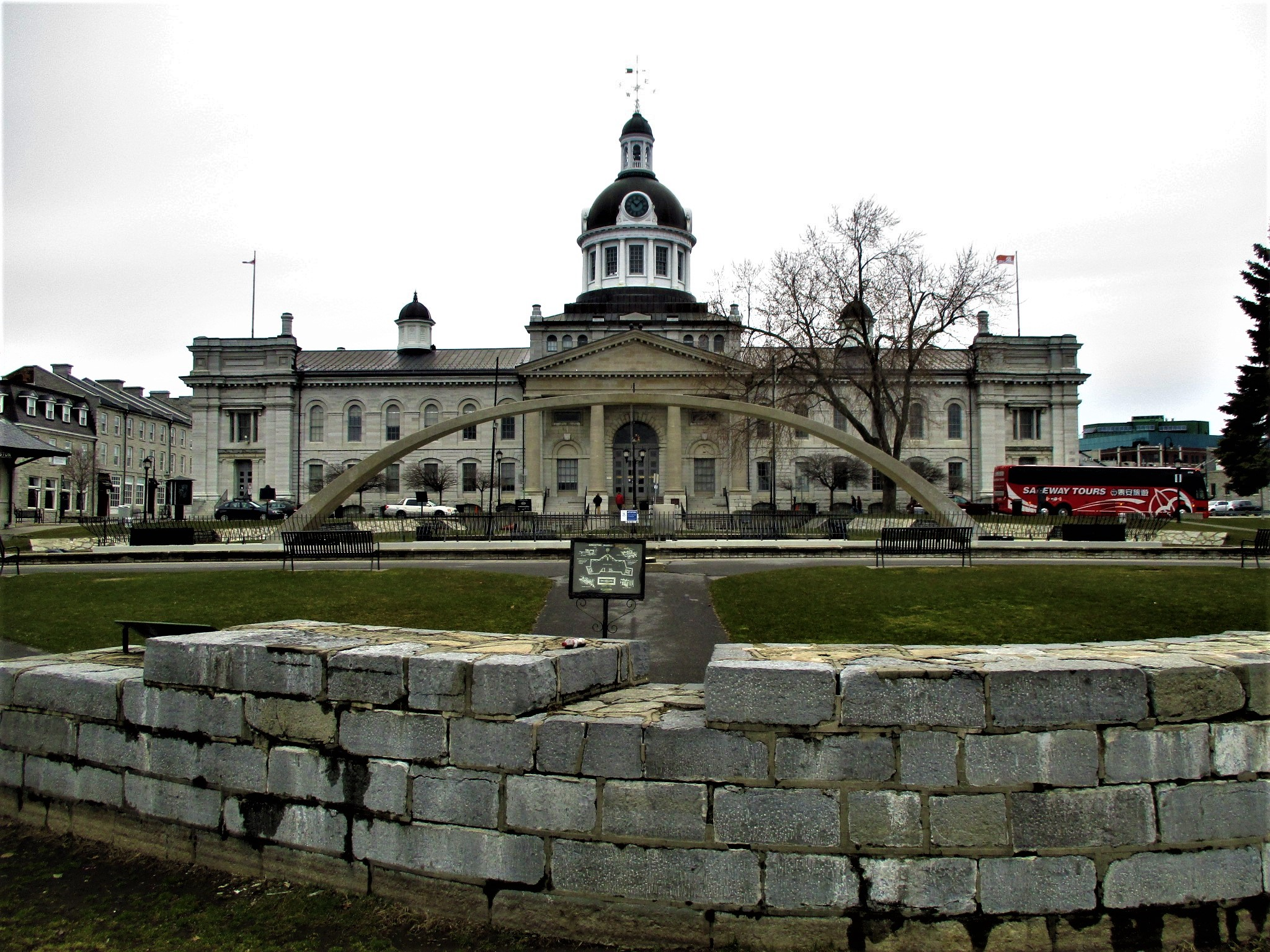
شهرداری کینگستون

کینگستون (به انگلیسی: Kingston) یک سکونتگاه مسکونی و شهرداری single-tier در کانادا است که در شهرستان فرونتناک واقع شده‌است.

## خصوصیات
کینگستون ۴۵۰٫۳۹ کیلومترمربع مساحت و ۱۲۳٬۳۶۳ نفر جمعیت دارد و ۹۳ متر بالاتر از سطح دریا واقع شده‌است.